# IS03
IS03（あいえす ぜろさん）は、シャープによって日本国内向けに開発された、auブランドを展開するKDDIおよび沖縄セルラー電話のISシリーズの一つで、CDMA 1X WIN対応ストレート型スマートフォンである。製造型番はSHI03でメーカー型番はAS31。

## 概要
同キャリアとしては3機種目となるISシリーズ端末で、IS01の後続機種。国内のAndroid搭載スマートフォンとしては初となるおサイフケータイ対応端末である。
ユーザーインターフェースはIS01同様、Ocean Observation社によるデザインである。
ワンセグ、赤外線通信など、フィーチャーフォン独自の機能に対応しており、「ガラパゴススマートフォン」と呼ばれる。
形状はフルタッチパネルのストレートで、メイン画面は960×640ドットのASV液晶で、画面下にメモリ液晶が搭載されている。このメモリ液晶は、メイン画面がONのときはホームキーや、戻るなどのタッチキーを表示しており、メイン液晶がOFFになっているときは時計表示と着信表示などになる。
ワンセグなどの独自機能搭載のため、Android 2.2が世界の主流のなかAndroid 2.1で発売され、2.2へのアップデートは海外端末の半年遅れとなる2011年4月14日より開始された。
イヤホン端子は標準的な3.5mmである。

## 歴史
- 2010年（平成22年）10月4日 - KDDI、およびシャープより公式発表。
- 2010年11月26日 - 全国にて一斉発売。
- 2011年（平成23年）1月18日 - 1回目のケータイアップデートを開始。
- 2011年2月22日 - 2回目のケータイアップデートを開始。
- 2011年4月14日 - Android 2.2へのアップデートを開始[3]。アップデートはWindowsがインストールされたPCが必要で、シャープの公式サイトからアップデート用のツールをダウンロードし、USBケーブルを接続してから実行する。Windows PCのない利用者はauショップでのアップデートが出来る。
- 2011年6月7日 - 3回目のケータイアップデートを開始。
- 2011年10月6日 - 4回目のケータイアップデートを開始。
- 2011年11月 - 販売終了。
- 2012年（平成24年）3月22日 - 5回目のケータイアップデートを開始。
- 2012年4月25日 - 6回目のケータイアップデートを開始。
- 2012年7月22日 - L800MHz（旧800MHz帯・CDMA Band-Class 3）帯によるサービスの停波によりそれ以降はN800MHz（新800MHz帯・CDMA Band-Class 0）帯および2GHz（CDMA Band-Class 6）帯の各サービスで利用する事となる。
- 2012年9月25日 - 7回目のケータイアップデートを開始。

## プリインストールアプリ
以下は一部ショートカットアイコンからau one マーケットを通じてダウンロードする必要がある。
- Skype au
- jibe
- セカイカメラ for Android
- Twitter for Android
- mixi for SH
- きせかえtouch
- au Smart Sports Run&Walk
- au Smart Sports Karada Manager
- au Smart Sports Fitness
- au one GREE
- au one Brand Garden
- au one ショッピングモール
- au one モバオク
- au one ナビウォーク
- au one 助手席ナビ
- au one ニュースEX
- じぶん銀行

## 主な機能・サービス
※PC向けWebブラウザが標準装備されている。携帯向けサイト(EZWeb)は他のスマートフォンやPCと同じく閲覧不可。
| 主な機能・対応サービス                                                  | 主な機能・対応サービス                           | 主な機能・対応サービス              | 主な機能・対応サービス        |
| ----------------------------------------------------------------------- | ------------------------------------------------ | ----------------------------------- | ----------------------------- |
| Webブラウザ                                                             | LISMO! for Android メディアプレイヤー LISMO WAVE | おサイフケータイ                    | ワンセグ                      |
| au one メール PCメール Gmail EZwebメール                                | デコレーションメール デコレーションアニメ        | Skype au                            | PCドキュメント                |
| au Smart Sports Run & Walk Karada Manager ゴルフ(web版) Fitness、歩数計 | GPS 方位計                                       | au oneナビウォーク au one助手席ナビ | au one ニュースEX au one GREE |
| じぶん銀行                                                              | 緊急地震速報                                     | Bluetooth                           | 無線LAN機能 (Wi-Fi)           |
| 赤外線通信 (IrSimple)                                                   | WIN HIGH SPEED                                   | グローバルパスポート(CDMA)          | auフェムトセル                |
| microSD microSDHC                                                       | モーションセンサー(6軸)                          | 防水                                | 簡易留守録 着信拒否設定       |

- 安心セキュリティパックは、ウイルスバスターモバイル for auのみ対応（ただし、OSのバージョンアップを要する）
- カメラ (約957万画素CCD、シャッターボタン、HDムービー撮影(720p))
- メモリ液晶 (常時表示サブモニタ)
- ベールビュー (覗き見防止フィルタのON/OFF)
- FMトランスミッター[10]
- 家庭用レコーダーからの番組持ち出し[11]

## ケータイアップデート
- 2011年1月18日にケータイアップデートが配信された。[12] アップデートで修正される内容は次の通り。[13]
  - EZwebのEメール（ ～@ezweb.ne.jp ）やCメールの受信振り分け条件に登録した電話帳グループを削除すると、メールが受信できなくなる
  - メール着信音がならない場合がある
  - EZwebのEメール（ ～@ezweb.ne.jp ）で作成済みメールを再編集する操作において、Eメール作成画面が表示された直後に、宛先一覧画面を表示する操作を行うと、CcまたはBccに指定していたアドレスがToに変わる場合がある
  - 充電中にタッチパネルの動作が異常になる場合がある
  - また、不具合の修正とは別に音声通話にかかわる画面レイアウトが変更された。

- 2011年2月22日に2度目のケータイアップデートが配信された。[14] アップデートで修正される内容は次の通り。[15]
  - 特定の操作により、電池の消費が早くなる場合がある
  - スリープモードが正しく動作せず、画面が消えない場合がある

- 2011年6月7日に3度目のケータイアップデートが配信された。[16]アップデートで機能が追加される内容は次の通り。
  - CDMA 1Xエリアでのデータ送受信（2.2にバージョンアップしているものはアップデートの対象外）

- 2011年10月6日に4度目のケータイアップデートが配信された。[17]アップデートで修正、及び機能追加される内容は次の通り。
  - Eメール送受信時の認証方法の強化
  - 「Gガイド番組表」と「ワンセグ」の連携（2.2のみ）
    - 「Gガイド番組表」が新たにインストールされる（すでにインストールをしている場合は手動でアップデートを行う）

  - スクリーンショット機能の追加（2.2のみ、ワンセグ起動時は使用不可）
  - その他より快適に利用するための改善内容

- 2012年3月22日に5度目のケータイアップデートが配信された。[18]アップデートで機能追加される内容は次の通り。
  - 災害・避難情報の利用が可能になる。

- 2012年4月25日に6度目のケータイアップデートが配信された。[19] アップデートで修正される内容は次の通り。
  - microSDカードが認識できなくなる場合がある。

- 2012年9月25日に7度目のケータイアップデートが配信された。[20] アップデートで修正される内容は次の通り。
  - Wi-Fi品質の向上。
    - 3GからWi-Fi、及びWi-Fiから3Gへの切り替え完了までの待ち時間を短縮。

  - 非対応のメモリカード (microSDXCメモリカード) を取り付けると、メモリカード内のデータが破損する事象の改善。
  - (auスマートパスにおける)アプリをダウンロードする際に必要なメモリ容量の縮小化等の改善。

## Android 2.2へのアップデート
2011年4月14日より、Android 2.1からAndroid 2.2へのアップデートが可能になった。それに伴い、以下の機能が拡張、改善、または変更された。 なおアップデートはパソコンと接続して実施する。

### Android 2.2の共通機能
- 全般的な操作レスポンスが改善された。
- 「ニュースと天気」アプリが新たに搭載された。
- microSD/microSDHCへのアプリケーションの保存がサポートされた。
- Android Marketにおけるアプリケーションの自動／一括アップデートがサポートされるようになった。(2.1でも個別に提供されていた機能と同等)
- 横画面で操作する際、Android 2.1では左側に傾けた時にしか操作できなかったが新たに右側に傾けた場合でも操作できるようになった。
- Adobe Flash Player 10.1搭載によりニコニコ動画など、Android 2.1の段階では閲覧できなかったPC向けFlashコンテンツの閲覧が可能になった。

### IS03の独自機能
- 最大通信速度144kbpsのエリア (CDMA 1Xエリア) でのデータ送受信が可能になった。
- 通話品質を向上させる技術「EVRC-B」への対応。[22]
- タスクマネージャーが拡張され、「すべて終了」ボタンが追加された。これにより、アプリの一括終了が可能になった。
- ロック解除画面のUIが変更された。また、パスワードでのロック解除が出来るようになった。
- Microsoft Exchangeとの連携が強化された。
- 内蔵辞書において、単語テストの解答文をスクロールで全文参照出来るようになった。
- 赤外線受信アプリが赤外線送受信アプリに変更され、共有機能以外からもファイル送信が可能になった。
- 共有からのBluetooth送信、赤外線送信機能がすべてのファイルタイプで可能になった。
- iWnn IME SH Editionのソフトウェアキーボードにおいて、従来より大きなサイズのキーボードが選択可能になった。iWnn IME SH Edition自体もバージョンアップが行われた。
- 英字入力時に半角スペースを自動挿入する自動スペース入力機能の有効/無効が切り替えられるようになった。
- EZwebメールアプリでは、受信したメールが複数人宛先指定されているものの場合、差出人のみに返信するボタンと、全員に返信するボタンの両方が表示されるようになった。
- PCメールアプリでは、メールの文末に署名が自動挿入されるようになった。
- 標準ホームの待ち受け画面でボリュームダウンボタンを長押しすることで、マナーモードのON/OFFが簡単に切り替えられるようになった。
- ボリュームアップキーを押すことによるマナーモードへの遷移、ボリュームダウンキーを押すことによるマナーモードからの復帰の廃止。
- アラーム機能のアラーム優先/マナー優先、アラーム音量の設定が個別設定から一括設定に変更された。
- 電話の発着信履歴の表示が変更され、同じ番号の発着信履歴はグループ表示されるようになった。発着信履歴の保存件数も20件から100件に増加。
- 発着信履歴から発信した場合でも、発信後再度履歴一覧画面に残るようになった。
- 電源ボタンでの通話の終了が設定できるようになった。
- 音声による文字入力が可能になった。（設定でオンにしてから［あA1］を上フリック）
- お知らせ／ステータスパネル上で、「Wi-Fi」「Bluetooth」「GPS」「自動同期」「画面の明るさ」「自動画面回転」の設定が可能になった。
- プロフィール画面で、メールアドレスやチャットアドレスを複数行表示出来るようになった。
- 「サウンド＆画面設定」の項目が「サウンド設定」「画面設定」に分割された。
- 設定画面の背景色が変更された。（黒→白と青のグラデーション）